# Schönbach (Dolna Austria)
Schönbach – gmina targowa w Austrii, w kraju związkowym Dolna Austria, w powiecie Zwettl. Liczy 832 mieszkańców (1 stycznia 2014).

## Współpraca
Miejscowość partnerska:
- Herborn, Niemcy